# 성장현
성장현(成章鉉, 1955년 5월 17일~)은 대한민국의 정치인이다. 민선 2·5·6·7기 서울 용산구청장이다.
순천매산고등학교와 안양대학교 행정학과, 동국대학교 행정대학원 석사를 거쳐 단국대학교대학원 행정학과 박사학위를 받았다.
성장현은 제5회 전국동시지방선거에서 민주당 소속의 서울특별시 용산구청장 후보로 출마하여 2010년 6월 2일 실시된 기초단체장 선거의 민선 5기 용산구청장으로 당선됐다.

## 학력
- 1968년 황전북국민학교 졸업
- 1971년 순천매산중학교 졸업
- 1974년 순천매산고등학교 졸업
- 1997년 안양대학교 행정학 학사
- 1999년 동국대학교 행정대학원 행정학 석사
- 2004년 단국대학교 대학원 행정학 박사

## 경력
- 1979년~1997년: 관인세종학원 학원장(18년)
- 1987년: 제13대 대통령 선거 평화민주당 김대중 대통령 후보 중앙당 유세위원
- 1988년~1991년: 전국웅변인협회 총본부 사무총장
- 1991년~1998년: 민주평화통일자문회의 자문위원
- 1991년~1998년: 제2·3대 서울특별시 용산구의회(1991·민선 1기, 무소속, 재선)
- 1992년~2002년: 용산민주연합청년동지회 회장
- 1992년: 제14대 대통령 선거 민주당 김대중 대통령 후보 중앙당 유세위원
- 1994년~1996년: 제2대 서울특별시 용산구의회 총무. 재무 분과위원장
- 1995년~1999년: 새정치국민회의 창당발기인, 서울특별시 지부 용산구 지구당 부위원장
- 1997년: 제15대 대통령 선거 새정치국민회의 김대중 대통령 후보 중앙당 유세위원
- 1998년~2000년: 새정치국민회의 중앙당 청년위원회 부위원장
- 1998년~2000년 6월: 제34대 서울특별시 용산구청장(민선 2기, 새정치국민회의→새천년민주당, 초선)
- 1998년~2000년: 한미친선협의회 한국측위원장
- 1998년~: 백범기념관 건립 용산구 회장
- 2000년: 새천년민주당 창당발기인, 서울특별시 지부 용산구 지구당 부위원장
- 2002년: 제16대 대통령 선거 새천년민주당 노무현 대통령 후보 국민참여센터 서울 중부본부장
- 2004년~2007년: 민주당 서울특별시당 용산구 지역위원회 위원장
- 2006년~: 한국학원총연합회 용산구 회장
- 2007년: 민주당 중앙당 지방자치위원회 위원장, 직능위원회 위원장
- 2007년~2009년: 사육신 현창회 이사
- 2008년~2010년: 민주당 서울특별시당 용산구 지역위원회 위원장
- 2008년: 민주당 중앙당 주거복지위원회 위원장
- 2009년: 충효예실천운동본부 부총재
- 2010년 7월~2022년 6월: 제37·38·39대 서울특별시 용산구청장(민선 5·6·7기, 민주당→민주통합당→민주당→새정치민주연합→더불어민주당, 4선)
- 2018년 9월~2019년 6월: 전국시장·군수·구청장협의회 대표회장 겸 서울 협의회장
- 2018년 9월~2019년 6월: 대통령직속 국가균형발전위원회 당연직위원
- 2019년 5월~2021년 4월: 대통령직속 국가기후환경회의 위원(지자체)
- 2023년 8월~: 더불어민주당 정책위원회 부의장
- 더불어민주당 상임고문 겸 당무위원
- 2023년 12월~2024년 3월: 제22대 국회의원 선거 서울 용산구 더불어민주당 국회의원 예비후보

## 전과
- 공직선거및선거부정방지법위반: 벌금 1,000,000원 - 1998년 10월 29일 선고[2]

## 역대 선거 결과
|  | 0% |

|  | 39.55% |

|  | 37.91% |

|  | 8.63% |

|  | 14.03% |

|  | 29.39% |

|  | 47.39% |

|  | 50.11% |

|  | 57.93% |

## 소속 정당
| 소속 정당 | 소속 정당      | 소속 기간 | 비고           |
| --------- | -------------- | --------- | -------------- |
|           | 신한민주당     | 1985~1987 | 창당 정계 입문 |
|           | 무소속         | 1987      | 탈당           |
|           | 통일민주당     | 1987      | 창당           |
|           | 무소속         | 1987      | 탈당           |
|           | 평화민주당     | 1987~1991 | 창당           |
|           | 신민주연합당   | 1991      | 당명 변경      |
|           | 민주당         | 1991~1995 | 합당           |
|           | 무소속         | 1995      | 탈당           |
|           | 새정치국민회의 | 1995~2000 | 창당           |
|           | 새천년민주당   | 2000~2003 | 합당           |
|           | 민주당         | 2005~2007 | 당명 변경      |
|           | 중도통합민주당 | 2007      | 합당           |
|           | 민주당         | 2007~2008 | 당명 변경      |
|           | 통합민주당     | 2008      | 합당           |
|           | 민주당         | 2008~2011 | 당명 변경      |
|           | 민주통합당     | 2011~2013 | 합당           |
|           | 민주당         | 2013~2014 | 당명 변경      |
|           | 새정치민주연합 | 2014~2015 | 합당           |
|           | 더불어민주당   | 2015~현재 | 당명 변경      |